# Hip-hop arabe
Le hip-hop arabe, ou rap arabe, est un segment du hip-hop joué dans le monde arabophone. En raison de la variété des dialectes et des genres locaux qui existent dans les localités, le hip-hop arabe peut apparaître très diverse selon le pays du morceau créé. Comme la plupart des artistes du genre, les artistes hip-hop du monde arabophone sont fortement influencés par le hip-hop.

## Histoire
Avant l'émergence du hip-hop arabe en tant que genre à part entière, les Arabes américains étaient régulièrement impliqués dans le hip-hop aux États-Unis, comme le producteur Fredwreck, basé à Los Angeles, et DJ Khaled, basé à Miami. Le hip-hop américain commence à être populaire dans le monde arabe au début et au milieu des années 1990. Les arabophones d'Afrique du Nord vivant en Europe, principalement en France, l'épicentre du hip-hop européen, sont les premiers à produire la musique qui constitue le genre hip-hop arabe. Par exemple, le Saïan Supa Crew et IAM avaient des membres arabes. Cette musique, issue des communautés beur et noir de la banlieue française, est un mélange de hip-hop américain traditionnel, de styles français populaires à l'époque et de raï, un style musical populaire d'Afrique du Nord. Le hip-hop français gagne en popularité en partie grâce aux exigences de la radiodiffusion francophone, instaurées en 1994, qui imposaient à toutes les stations un quota de 40 % d'émissions quotidiennes en français.
En 2006, le hip-hop arabe consolide sa présence dans le monde arabe avec Hip Hop Na, une émission de télé-réalité sur MTV Arabia animée par Fredwreck et Qusai, un artiste saoudien. Le hip-hop, tant arabe qu'américain, est suivi et créé à des degrés divers dans la plupart des pays du monde arabe, y compris là où les restrictions sociales et politiques rendent la chose difficile. Par exemple, l'Arabie saoudite accueille le groupe Dark2Men, qui participe à l'émission de téléréalité Hip Hop Na mentionnée ci-dessus. En outre, la breakdance « est devenue un passe-temps populaire dans le royaume ».
Il est difficile d'établir des chiffres sur les albums vendus ou l'audience par groupe démographique dans le monde arabe en raison de l'absence de statistiques fiables. En outre, l'audience de la télévision par satellite dans le monde arabe ne peut être quantifiée avec précision, mais il est possible de discerner la popularité grâce aux techniques de marketing utilisées par les fournisseurs de télévision par satellite. Selon un rapport de 2007, « plus de 85 % des ménages urbains du monde arabe ont la télévision par satellite », un forum qui s'est élargi pour inclure des chaînes musicales telles que MTV Arabia qui « [à l'époque] prévoyait d'offrir une forte dose de hip-hop [principalement occidental] et une grande partie de la même programmation de style de vie des jeunes que MTV diffuse à travers les États-Unis ».

### Hip-hop féminin
Bien qu'il ne soit pas certain qu'il existe un genre hip-hop arabe féminin distinct, des artistes telles que Shadia Mansour, de Palestine, et Malikah, du Liban, sont très éloquentes dans la forme d'art hip-hop arabe, tandis que l'Égyptienne EmpresS *1, la « première femme rappeuse égyptienne » en Égypte, est plus africaine et fait référence à ses racines nord-africaines et moyen-orientales. Les artistes hip-hop féminines participent à un certain nombre d'activités de sensibilisation dans le monde arabe, africain et international. En 2010, EmpresS *1 est invitée d'Égypte à Khartoum, au Soudan, par le ministère de la culture, Studio One et Space, pour organiser des ateliers et se produire à Beit el Fenoon, en collaboration avec de jeunes rappeurs, poètes et chanteurs soudanais de différentes régions du Soudan. EmpresS *1 effectue également un travail similaire au Royaume-Uni, au Brésil et en Égypte. Shadia Mansour, la « première dame du hip-hop » d'Arabie, se rend régulièrement en Palestine pour apporter une aide musicale pendant la guerre. Des rappeuses arabes se sont produites lors de la conférence Home and Exile in Queer Experience, organisée par Aswat, « une organisation pour les lesbiennes arabes avec des membres en Israël, en Cisjordanie et dans la bande de Gaza ».

## Influence musicale
Les artistes arabes de hip-hop, à l'instar de ceux du genre en général, s'engagent dans le processus du sampling. Selon Jannis Androutsopoulos, le sampling est « un processus d'alphabétisation culturelle et de référence intertextuelle [...] provenant de divers domaines, tels que la musique folklorique traditionnelle, la musique populaire contemporaine, les échantillons des médias de masse et même la poésie ». Les artistes du genre citent des références musicales, des influences et des morceaux sonores provenant d'un certain nombre de sources contemporaines et classiques, notamment les chanteuses libanaises du XXe siècle Faïrouz, Majida al-Roumi et Julia Boutros, ainsi qu'un certain nombre d'artistes contemporains de hip-hop grand public et underground et des styles musicaux régionaux de pays tels que la Jamaïque. Les artistes arabes de hip-hop ont utilisé des orchestres arabes complets pour la création de rythmes, ainsi que des rythmes inspirés par les styles musicaux arabes traditionnels.

## Influence internationale avec le raï
Certaines variantes régionales de la musique, notamment les styles français et nord-africain, intègrent des influences du genre musical connu sous le nom de raï, « une forme de musique folklorique originaire d'Oran, en Algérie, provenant de bergers bédouins, mélangée à des formes musicales espagnoles, françaises, africaines et arabes, qui remonte aux années 1930 ».
Aux Pays-Bas, le raï gagne en popularité, en particulier parmi les migrants d'Afrique du Nord. Des artistes tels que Dystinct, Boef et Numidia incorporent des éléments de raï dans leur musique. Iliass Mansouri, également connu sous le nom de Dystinct, est un artiste belgo-marocain très populaire aux Pays-Bas. La popularité croissante du genre aux Pays-Bas se reflète également dans plusieurs concerts organisés dans le pays, mettant en scène du raï ou des artistes influencés par celui-ci. Le 13 janvier 2024, le groupe algérien de raï Raïna Raï se produit à het Zonnehuis à Amsterdam, combinant des instruments de rock avec des rythmes traditionnels algériens. Le 7 décembre 2024, l'artiste suédo-libanais Maher Zain s'est produit au RAI Theater d'Amsterdam.

## Impact social et politique
Une grande partie du hip-hop produit dans le monde arabe traite d'un mélange de circonstances sociales, telles que la pauvreté, la violence et la consommation de drogues, ainsi que de la réalité politique, dans la mesure où cela est possible compte tenu de la censure. Le hip-hop de Palestine en particulier suscite beaucoup d'intérêt à cet égard et la musique est considérée comme un moyen d'opposition. Par exemple, le morceau Meen Erhabe de DAM s'aligne sur l'opposition à l'occupation israélienne et est qualifiée par la critique de « chanson thème pour le Hamas ».
Le hip-hop arabe a été à la fois un acteur actif et directement influencé par l'évolution des conditions politiques et sociales de la région au cours des deux dernières années. Le Printemps arabe, en particulier, en tant que mouvement révolutionnaire touchant de nombreux États, dont la Tunisie, l'Égypte, la Libye, la Syrie et le Yémen, suscite des réponses musicales de la part d'artistes hip-hop émergents ou anciennement réprimés. Le hip-hop et le rap sont la musique protestataire du Printemps arabe, les mouvements de protestation scandant les poèmes de jeunes rappeurs influents. Les questions telles que la pauvreté, la hausse du chômage, la faim et les régimes autoritaires oppressifs faisaient toutes partie des messages politisés du hip-hop. Le hip-hop sert de mode de résistance en s'opposant aux États autoritaires, ainsi que d'outil de mobilisation dans les manifestations de masse. Ainsi, les conventions du genre hip-hop dans le contexte arabe permettent aux citoyens marginalisés de s'exprimer dans ces États révolutionnaires, puis dans les États en transition. Le hip-hop arabe s'adresse le plus souvent aux jeunes, qui constituent un nombre important d'acteurs politiques lors du printemps arabe, et il est le plus pertinent pour eux.
Le hip-hop qui émerge des mouvements du Printemps arabe, bien que directement influencée par des réalités sociales et politiques particulières, transcende les frontières et résonné dans toute la région. Ce résultat est obtenu en grande partie grâce aux réseaux sociaux, les artistes et les activistes partageant leur musique via Facebook, YouTube et Twitter.